# Václav Bedřich
Václav Bedřich (ur. 28 sierpnia 1918 w Przybramie, zm. 7 marca 2009 w Pradze) – czechosłowacki animator i reżyser filmów animowanych.

## Wybrana filmografia
- 1969: Psi żywot (Štaflík a Špagetka)
- 1971: Makowa panienka (O makové panence)
- 1975: Rusałka Amelka (Říkání o víle Amálce)
- 1978: Bob i Bobek (Bob a Bobek, králíci z klobouku)